# Наші дні
«Наші дні» — регулярний літературно-мистецький щомісячник, започаткований 1941 року у Львові під егідою урядового «Українського видавництва часописів і журналів для дистрикту Галичина». Виходив з грудня 1941 до травня 1944. З четвертого числа (березень 1942) «Н.д.» перейшли в підпорядкування львівського відділу «Українського видавництва». Всього вийшло 29 випусків: перші три — за редакцією О.Боднаровича; зі зміною підпорядкування відп. редактором призначено І.Німчука, але фактичним гол. редактором була М.Струтинська, співредакторами — С.Гординський та М.Шлемкевич. «Н.д.» виходили в газетному форматі, хоча характер добору й організації інформації — домінування великих текстів, дотримання тематичного профілю, відсутність актуальних повідомлень — надає їм ознак журнального видання. Обсяг «Н.д.» (16 с.) залишався незмінним упродовж усього часу виходу.
Співробітники й дописувачі: І.Багряний, Д.Гуменна, П.Ковалів, Л.Коваленко, Ю.Косач, Г.Костюк, І.Крип'якевич, І.Німчук, Г.Левицька, Ю.Липа, А.Любченко, В.Міяковський, Б.Нижанківський, О.Оглоблин, Б.Ольхівський, М.Орест, Т.Осьмачка, О.Повстенко, А.Струтинська, М.Струтинська, О.Тарнавський, М.Цуканова, Ю.Шевельов та ін. Видання багато ілюстроване репродукціями творів, більшість з яких у роки нім. окупації експонувалася на виставках, організованих Об'єднанням праці укр. образотворчих митців при Укр. центр. к-ті.
Щомісячник публікував твори укр. поезії, прози, драматургії — Б.-І.Антонича, І.Багряного, К.Гупала, М.Драй-Хмари, М.Зерова, М.Йогансена, В.Кархута, І.Керницького, П.Карманського, Н.Королевої, Ю.Косача, У.Кравченко, М.Куліша, А.Любченка, Є.Маланюка, Б.Нижанківського, М.Ореста, Т.Осьмачки, Й.Позичанюка, Є.Плужника, М.Рильського, В.Свідзинського, М.Цуканової, Л.Чернова-Малошийченка; переклади зарубіжної класики — Ш.Бодлера, Г.Гауптмана, Ф.Гельдерліна, С.Георге, Й.-В.Гете, Квінта Горація Флакка; М.Давтендея, Т.Кернера, Е.Лейно, Р.-М.Рільке, М.Танка. Редакція друкувала поезії молодих авторів — Я.Байрака, О.Веретенченка, С.Кушніренка, В.Онуфрієнка, Й.Позичанюка, Л.Полтави, Г.Соколенка, Г.Східного, Є.Самохваленка, Я.Славутича.
Літературно-худож. публікації згруповано в окремі блоки («З блокноту львівських поетів», «З поезії молодих», «З німецької поезії»), які, однак, не мали характеру регулярних рубрик.
Найбільше місця відведено публікаціям на літ. та мистецькі теми. Літ. тематика представлена працями заг. характеру (Д.Козія, Є.Маланюка, І.Костецького, Ю.Косача, Ю.Шевельова), статтями з історії нім., фінської, франц., укр. літератури; детальною хронікою літ. життя у Львові, відгуками на події світ. літератури, десятками рецензій на видання худож. творів. Опубліковано низку цінних джерелознавчих матеріалів — з життя і творчості І.Франка, Лесі Українки, В.Стефаника, Олени Пчілки, Б.-І.Антонича, М.Рильського, М.Куліша, Є.Плужника, О.Кобилянської, Я.Гординського, у тому числі першодруків творів, які підготували Ю.Гаморак (Стефаник), М.Деркач, Г.Коваленко, Ю.Косач, О.Косач-Кривинюк, П.Одарченко, М.Струтинська.
Мистецька тематика репрезентована працями з питань розвитку нац. мист-ва, його призначення, стилів, тематики (С.Луцика, І.Свєнціцького, І.Федорович-Малицької, Д.Козія, І.Лисяка-Рудницького), а також публікаціями з його різних ділянок — історії арх-ри (О.Повстенка, В.Січинського), мист-ва образотворчого (І.Іванця, С.Гординського, М.Драгана), музичного (В.Барвінського, Б.Кудрика, Г.Левицької, Й.Хомінського), оперного (В.Витвицького, М.Семчишина), танцювального (М.Пастернакової, О.Щурат), театрального (Ю.Косача, Г.Лужницького, І. Чолгана), музейництва (В.Свєнціцької), статтями про творчість укр. митців (М.Лисенка, Д.Січинського, Г.Совачевої), хронікальними повідомленнями. «Н.д.» вміщували дописи науково-популярного характеру з антропології, археології, астрономії, соціальної біології, географії, математики, фізики, філософії, права. Істор. публікації — авторства І.Крип'якевича, О.Оглоблина, І.Панькевича, М.Голубця, М.Думки, Ю.Мовчана, М.Семчишина — присвячено темам з історії України княжих часів і доби козаччини, окремих регіонів (Галичини, Холмщини), історії війська, преси. Мовні питання (з історії правопису, лексикографії, культури мови, термінології) порушували В.Сімович, Ю.Шевельов, Д.Козій. Частина науково-популярних і наукознавчих публікацій увійшла до рубрики «Наука — світогляд».
Серед великої кількості біографічних матеріалів — ювілейні, некрологічні публікації, присвячені культ., громад., церк. діячам, укр. та зарубіжним, першорядним і маловідомим — письменникам, митцям, науковцям, священикам, політикам. Через жанр інтерв'ю видання знайомило галицьких читачів з відомими діячами, львів. і прибулими зі Сх. України — В.Блавацьким, Й.Гірняком, М.Дмитренком, В.Кубійовичем, М.Лисенко, А.Любченком, С.Людкевичем, Т.Осьмачкою, І.Северою, В.Сімовичем, водночас порушуючи в розмовах з ними важливі сусп. і культ. питання (організації нац. життя, розвитку літератури, мови тощо). У подорожніх нарисах передано враження західноукр. кореспондентів від відвідин Києва, Харкова, Одеси та ін. міст.
«Н.д.» містять детальні відомості з діяльності тогочасних т-в, установ, підпр-в, органів правління, а саме: міськ. управ, нац. к-тів, архівів, б-к, театрів, професійних об'єднань, творчих спілок, наук. гуртків, шкіл — у Києві, Харкові, Херсоні, Полтаві, Вінниці, Житомирі, Дніпропетровську, Галичині та закордонних осередках укр. еміграції (Краків, Відень, Берлін).
Рецензії, критико-бібліографічні матеріали, анонси видавничих новинок відображають укр. видавничий процес в Україні та Європі, а також надають інформацію про тогочасні іншомовні праці з історії та к-ри України.
Серед споріднених видань періоду Другої світової війни, таких як «Літаври», «Український засів», «Ілюстровані вісті», «Пробоєм», «Н.д.» вирізнялися найвищим фаховим рівнем, різноманітністю змісту, добірним колом дописувачів.